# 開明站
開明站（日语：／ Kaimei eki */?）是位於愛知縣一宮市開明名古羅，名古屋鐵道（名鐵）的尾西線車站。車站編號為「BS22」。

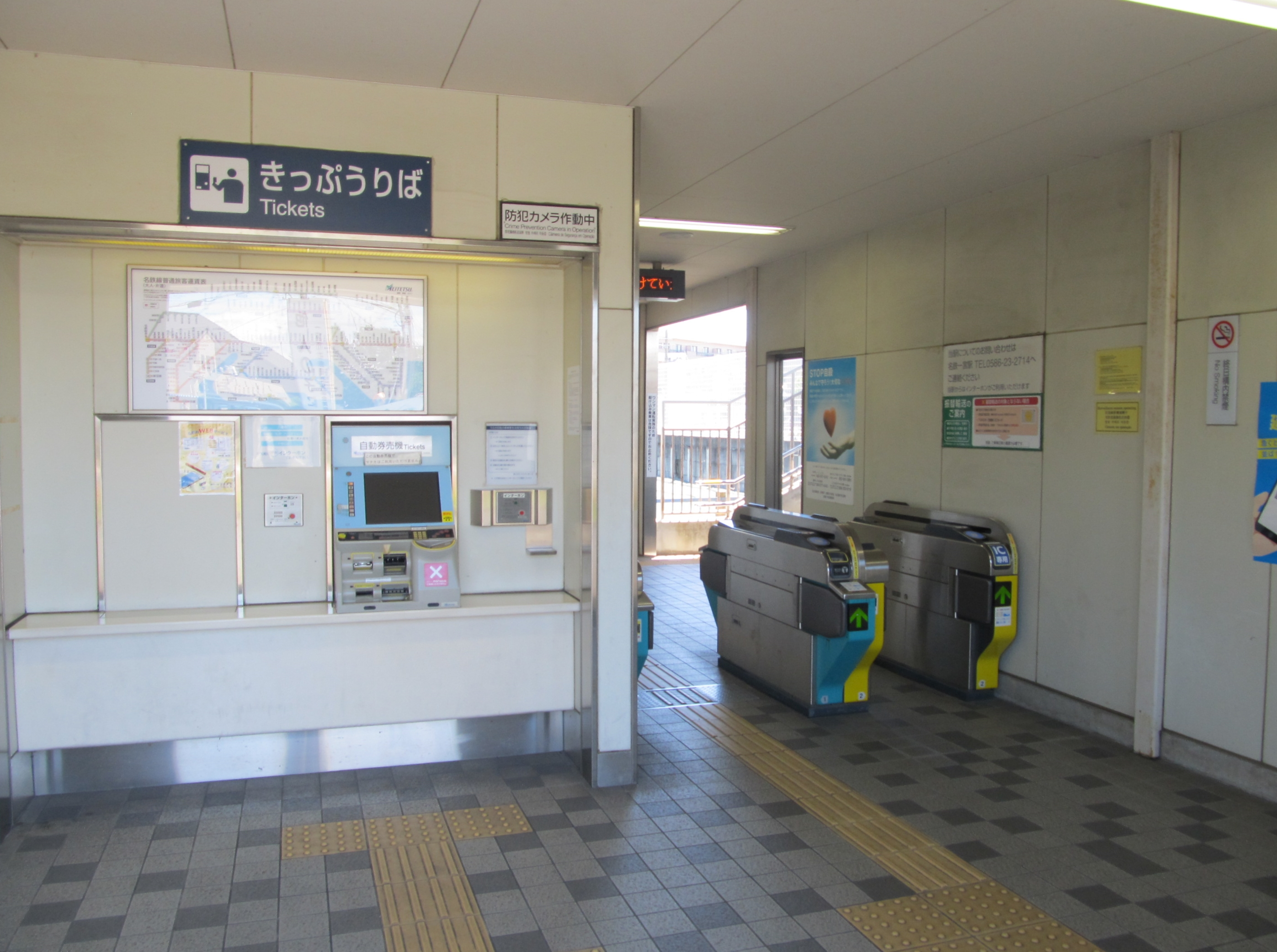
驗票口(2022年7月)

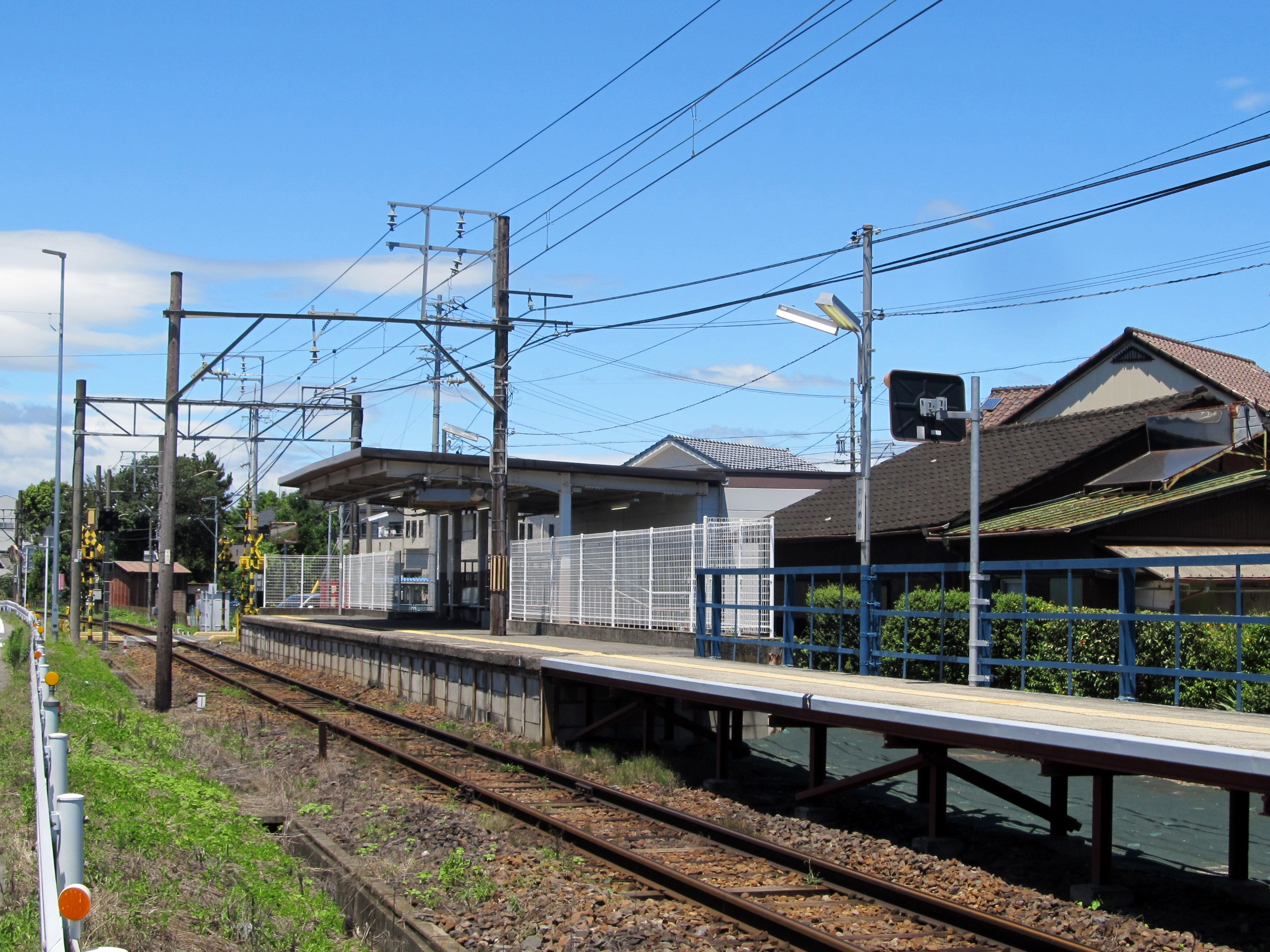
月台(2022年7月)

## 歷史
本站在過去是舊尾西市的代表車站，當時已經是無人車站。而舊尾西市的核心地區舊起町沒有巴士路線，因此尾西線列車班次較頻密。
- 1914年（大正3年）8月4日 - 車站啟用。
- 1948年（昭和23年）11月1日前 - 成為無人車站[2]。
- 2007年（平成19年）8月8日 - 車站可以使用「Tranpass」。
- 2011年（平成23年）2月11日 - 車站可以使用「manaca」IC卡。
- 2012年（平成24年）2月29日 - 車站不再可以使用「Tranpass」。

## 車站構造
本站是地面車站，設有1面1線的單式月台。月台全長85米，可容納4卡列車。車站大樓位於靠近玉之井一方。站前的煙草店曾設有發售硬式車票。自從設置自動閘機後，煙草店不再發售硬式車票。

### 配線圖
| ← 玉之井方向    | 開明站 站內配線略圖 | → 一宮方向 |
| 图例 参考文献： |                     |            |

## 利用狀況
- 在中提及在2013年度，當時1日平均上下車人次為1,540人，為名鐵所有車站（275站）排名第196，尾西線（22站）中排名第13[5]。
- 在中提及在1992年度，當時1日平均上下車人次為1,213人，為除岐阜市內線均一車費區間內各站（岐阜市內線、田神線、美濃町線徹明町站至琴塚站之間）外名鐵所有車站（342站）中排名第210，尾西線（23站）中排名第13[6]。
- 在《愛知統計年鑑》中，於2010年度的1日平均乘車人次為717人。

## 車站周邊
- 一宮市政廳尾西廳舍（舊・尾西市政廳）（可轉乘名鐵巴士起線前往）。
- 尾西郵局（日语：尾西郵便局）
- 一宮市立開明小學（日语：一宮市立開明小学校）
- Top1（日语：トップワン (スーパーマーケット)）開明店
- 東海北陸自動車道尾西交匯處（日语：尾西インターチェンジ）
- 愛知縣道14號岐阜稻澤線（日语：愛知県道14号岐阜稲沢線）（西尾張中央道）
- 一宮市循環巴士 i-巴士（日语：i-バス）尾西北路線「新田」巴士站

## 相鄰車站
名古屋鐵道
 尾西線
西一宮（BS21）－開明（BS22）－奧町（BS23）

## 註腳
1. ↑   (PDF). 名古屋鉄道.   [2020-11-27]. （原始内容存档 (PDF)于2021-01-22） （日语）.
2. ↑  名古屋鉄道広報宣伝部（編）. . 名古屋鉄道. 1994: 874 （日语）.
3. ↑  一宮市議會定例會，1999年9月9日
4. ↑  電氣車研究會，《鐵道畫刊》通卷第816號 2009年3月 臨時增刊号 「特集 - 名古屋鉄道」，卷末折込「名古屋鉄道 配線略図」
5. ↑  名鐵120年史編纂委員會事務局（編）. . 名古屋鐵道. 2014: 160–162 （日语）.
6. ↑  名古屋鐵道廣報宣傳部（編）. . 名古屋鐵道. 1994: 651–653 （日语）.

## 外部連結
- 開明 - 名古屋鐵道